# Montreuil-sur-Ille

Montreuil-sur-Ille este o comună în departamentul Ille-et-Vilaine, Franța. În 1 ianuarie 2022 avea o populație de 2.419 de locuitori.